# Gubernia jarosławska

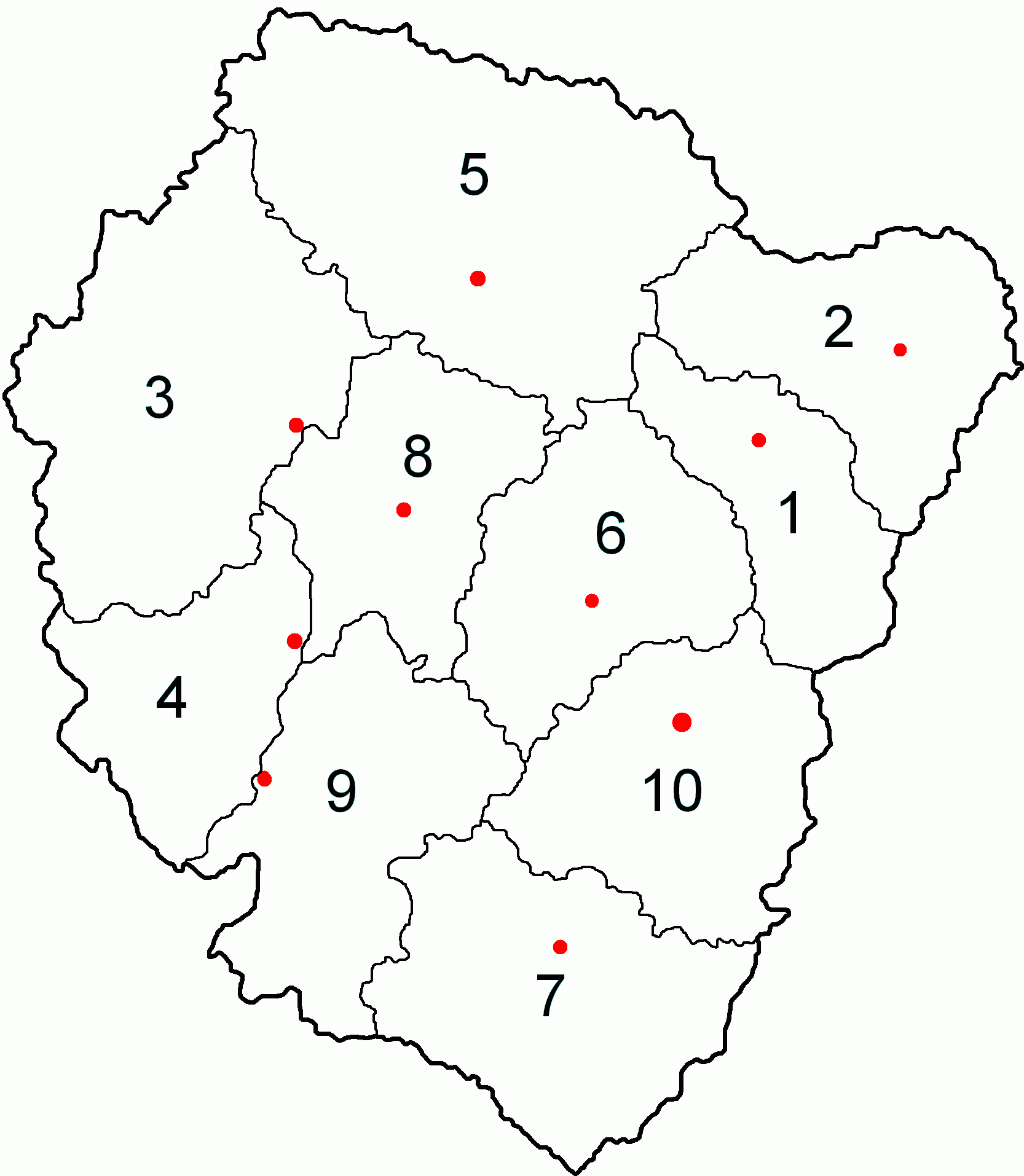
Podział administracyjny guberni

Gubernia jarosławska (ros. Ярославская губерния) – jednostka administracyjna Imperium Rosyjskiego i RFSRR (gubernia) utworzona w 1777, istniała do 1929. Jej stolicą był Jarosław. Gubernia w 1897 obejmowała powierzchnię 35 615 km², w 1897 zamieszkiwało ją 1 071 355 osób, 98% ludności stanowili Rosjanie.

## Podział administracyjny
| №  | Ujezd                | Stolica ujezdu       | Powierzchnia, Km² | Mieszkańców (1897), tysiące | Zaludnienie (1897), człowieka na Km² |
| -- | -------------------- | -------------------- | ----------------- | --------------------------- | ------------------------------------ |
| 1  | Daniłow              | Daniłow              | 2145,3            | 73,350                      | 34,2                                 |
| 2  | Lubim                | Lubim                | 3111,6            | 73,580                      | 23,6                                 |
| 3  | Mołoga               | Mołoga               | 5049,7            | 134,105                     | 26,6                                 |
| 4  | Myszkin              | Myszkin              | 2462,8            | 98,684                      | 40,1                                 |
| 5  | Poszechonje          | Poszechonje          | 5956,8            | 114,369                     | 19,2                                 |
| 6  | Romanow-Borisoglebsk | Romanow-Borisoglebsk | 3001,5            | 74,055                      | 24,7                                 |
| 7  | Rostów               | Rostów               | 4261,4            | 149,616                     | 35,1                                 |
| 8  | Rybińsk              | Rybińsk              | 2690,9            | 90,747                      | 33,7                                 |
| 9  | Uglicz               | Uglicz               | 3457,3            | 94,336                      | 27,3                                 |
| 10 | Jarosław             | Jarosław             | 3412,0            | 136,415                     | 40,0                                 |